# Mannophryne leonardoi
Mannophryne leonardoi (лат.) — вид бесхвостых земноводных из семейства Aromobatidae.
Встречается в лесах на северо-востоке Венесуэлы на высоте от нескольких метров до 1650 м над уровнем моря, в том числе в нескольких охраняемых парках. Часть территории занимают городские, промышленные территории и доро́ги. Последние исследования говорят о сокращении численности в связи с использованием агрохимикатов.